# Petrus Damiani
Petrus Damiani, lateinisch Petrus de Honestis (* um 1006 in Ravenna, Italien; † 22. oder 23. Februar 1072 in Faenza, Italien), war Benediktinermönch, Kirchenlehrer, Bischof, Kardinal und einer der einflussreichsten Geistlichen des 11. Jahrhunderts. In der katholischen Kirche wird er als Heiliger verehrt.

## Leben
Petrus hütete in seiner Jugend die Schweine. Sein Bruder Damianus war zu einigem Wohlstand gekommen und unterstützte Petrus bei seinen Studien in Faenza und Parma. Aus Dankbarkeit nahm Petrus den Namen seines Bruders an. Er wandte sich von seinem weltlichen Leben ab und wurde Prior von Fonte Avellana bei Gubbio, wo er Geißelübungen einführte, aber auch auf die Verbesserung des Kirchenregiments und der Sitten des Klerus hinzielende Schriften verfasste, darunter den Liber Gomorrhianus, der die Ausschweifungen (insbesondere die Päderastie) des Klerus so ungeschminkt schildert, dass der Papst Alexander das „gomorrhische Buch“ unterdrückte. Der Titel des Buches nimmt dabei Bezug auf die biblische Erzählung von Sodom und Gomorra.
1057 vom deutschen Papst Stephan IX. zum Kardinal und Bischof von Ostia erhoben, eiferte Petrus seitdem in Gemeinschaft mit Hildebrand (später Gregor VII.) gegen die Simonie und für den Zölibat und setzte die Umwandlung der Kanoniker in besitzlose regulierte Chorherren vom Orden des heiligen Augustinus durch.
In einem Schreiben an den Papst Nikolaus II. klagte er: „Würde die Unzucht bei den Priestern geheim betrieben, so sei es zu ertragen, aber die öffentlichen Konkubinen, ihre schwangeren Leiber, die schreienden Kinder, das sei das Ärgernis der Kirche“.
Die Abscheu vor der Sittenlosigkeit der römischen Geistlichkeit bewog ihn 1061 zur Rückkehr ins Kloster. Doch schon 1062 musste er als päpstlicher Legat zur Reform des Klosters Cluny nach Frankreich gehen. Obwohl Petrus Damiani die Herrschsucht und den Hochmut Hildebrands nicht teilte, ordnete er sich ihm doch unter und verfocht mit der ihm eigenen volkstümlichen Beredsamkeit die Sache des Papsttums.
Dem König Heinrich IV. trat er 1069 mit so ernstlichen Vorstellungen entgegen, dass dieser fast ohne Widerrede sein Vorhaben der Ehescheidung aufgab. Damianis letzte Sendung ging nach Ravenna, dessen Bürger nach dem Tod ihres kaiserlich gesinnten Erzbischofs der römischen Kirche wiedergewonnen wurden. Auf der Rückreise starb er 1072 in Faenza.
Papst Leo XII. ernannte Petrus Damiani 1828 zum Kirchenlehrer. Er gilt als Patron gegen Kopfschmerzen.

## Werke

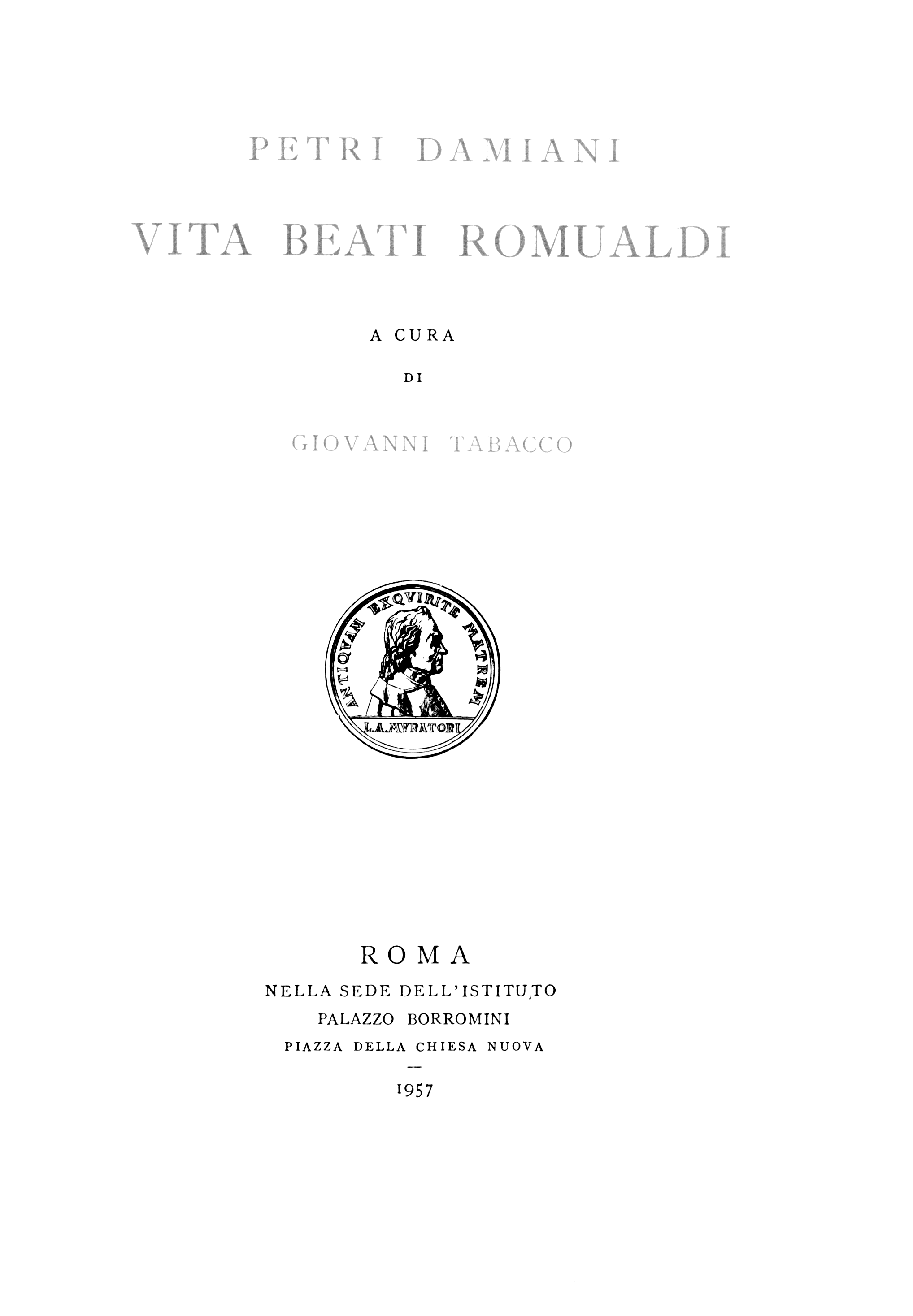
Vita Beati Romualdi

Seine Briefe, Reden, Biographien von Heiligen und Traktate wurden von dem gelehrten Benediktiner Constantin Gaetani gesammelt und mehrmals (zuerst ab 1606, am besten Venedig 1743, 4 Bde.) herausgegeben. [Die Briefe jetzt hrsg. v. Kurt Reindel, 1983–93, s. u.] Als Philosoph hat er in seiner Epistola de Dei omnipotentia die weitgehenden Ansichten über die göttliche Allmacht, welche auch das Geschehene ungeschehen machen, Allgegenwart, vermöge welcher Gott den Raum erfüllen und auch nicht erfüllen, und Allwissenheit, kraft welcher Gott alles mit einem und zwar einfachen Blick umfassen könne, aufgestellt.

## Lehre
Petrus Damiani wandte sich entschieden gegen den Versuch, methodisch die formale Logik in der Theologie anzuwenden. Für ihn war die reine Philosophie eine Erfindung des Teufels, die Gesetze der Logik seien vor Gott ungültig.
Petrus Damiani wird die Redewendung von der Philosophie als der „Magd der Theologie“ (lat.: Philosophia ancilla theologiae) zugeschrieben. Als Zitat lässt sich die Formulierung bei ihm nicht exakt nachweisen, wenngleich der Gedanke hier erstmals ähnlich formuliert wird: [Philosophia] „non debet ius magisterii sibimet arroganter suscipere, sed velut ancilla dominae quodam famulatus obsequio subservire“. Diese Formulierung geht auf eine Deutung von Dtn 21,10–13  durch Origenes zurück.

## Gedenktag
- Katholisch: 21. Februar (Nicht gebotener Gedenktag im Allgemeinen Römischen Kalender)

## Werkausgaben

Opera omnia, 1743

- Kurt Reindel (Hrsg.): Die Briefe des Petrus Damiani.
  - Teil 1: Briefe 1–40. Hahnsche Buchhandlung, Hannover 1983 (MGH Die Briefe der Deutschen Kaiserzeit, Band 4.1), ISBN 3-88612-013-9. (Digitalisat)
  - Teil 2: Briefe 41–90. Hahnsche Buchhandlung, Hannover 1988 (MGH Die Briefe der Deutschen Kaiserzeit, Band 4.2), ISBN 3-88612-014-7. (Digitalisat)
  - Teil 3: Briefe 91–150. Hahnsche Buchhandlung, Hannover 1989 (MGH Die Briefe der Deutschen Kaiserzeit, Band 4.3), ISBN 3-88612-015-5. (Digitalisat)
  - Teil 4: Briefe 151–180. Hahnsche Buchhandlung, Hannover 1993 (MGH Die Briefe der Deutschen Kaiserzeit, Band 4.4), ISBN 3-88612-016-3. (Digitalisat)
- Migne, PL 144+145.